# ヘクソカズラ
ヘクソカズラ（屁糞葛、学名: Paederia scandens）は、アカネ科ヘクソカズラ属の蔓（つる）性多年草で、やぶや道端など至る所に生える雑草。夏に中心部が赤紅色の白い小花を咲かせる。葉や茎など全草を傷つけると、悪臭を放つことから屁屎葛（ヘクソカズラ）の名がある。別名で、ヤイトバナ、サオトメバナともよばれる。

## 名称
和名ヘクソカズラの由来は、葉などをつぶすと、強い悪臭を放つことから「屁糞かずら」の意味で名付けられたもので、元々は「屁臭（へくさ）」だったものが転訛したともいわれている。カズラ（葛・蔓）は、つるで伸びる植物につけられる語である。日本最古の和歌集である『万葉集』の中にも「屎葛（くそかずら）」の名で詠まれている。
地方により、サオトメバナ（早乙女花）、サオトメカズラ（早乙女蔓）ともよばれ、かわいらしい花を咲かせる様子や、花を水に浮かべた姿が田植えをする娘（早乙女）のかぶる笠に似ていることにちなみ名付けられたものである。またヤイトバナ（やいと花・灸花）という別名があり、「やいと」とは灸のことを指し、花を伏せて置いた姿が灸に見えることや、花の中が赤い様子が灸を据えた跡に見えることに由来する。このほか、ウマクワズ（馬くわず）という別名もある。
英語では、スカンク・ヴァイン（Skunk vine：スカンクの蔓の意味）、スティンク・ヴァイン（Stink vine：臭い蔓の意味）といい、中国植物名（漢名）では鶏屎藤（けいしとう）とよばれる。

## 分布・生育地
原産は日本の在来種で、ほぼ日本の全土、東アジアに分布する。日当たりのよい山野や藪、草地、道端、公園などに自生し、街中から山地まで至る所でよく見られ、草やぶや樹木、フェンスなどに絡みついている。

## 形態・生態
つる性の多年草。大きさ、艶、毛の有無など、変異が多い。葉や果実を揉むとおならや大便のような臭いがすると言われ、全体に傷つけると特異な悪臭があるが、傷をつけなければ悪臭はない。
茎は蔓になり、太くなると木質化し、左巻きに他物に絡みつく。葉は蔓性の茎に対生し、形は披針形から広卵形で、やや細長いハート形をしており、葉縁は全縁。葉柄の基部には三角形の托葉がつく。秋には葉は黄色く黄葉する。
花期は夏から秋ころ（7 - 9月）で、葉腋から短い花序を出して、2出集散花序を形成して、花弁・花冠が白く、内面中心が紅色の花を多数咲かせる。花形は漏斗形で、花冠は浅く5裂する。花の色や形には微妙に個体差があり、花びらが広がるタイプや後方へ反り返るタイプがあったり、赤い部分の面積にも大小がある。
果実は、径6ミリメートル（mm）ほどの球形で、潰すと強い臭気があり、熟すと緑色から黄褐色・薄茶色になり、秋から冬にかけてよく見かける。果皮は萼が変形した偽果皮で、果実の中にある2個の核は分果に相当する。分果は腹面がくぼむ椀形で表面は粗く、中には1個の種子が入る。

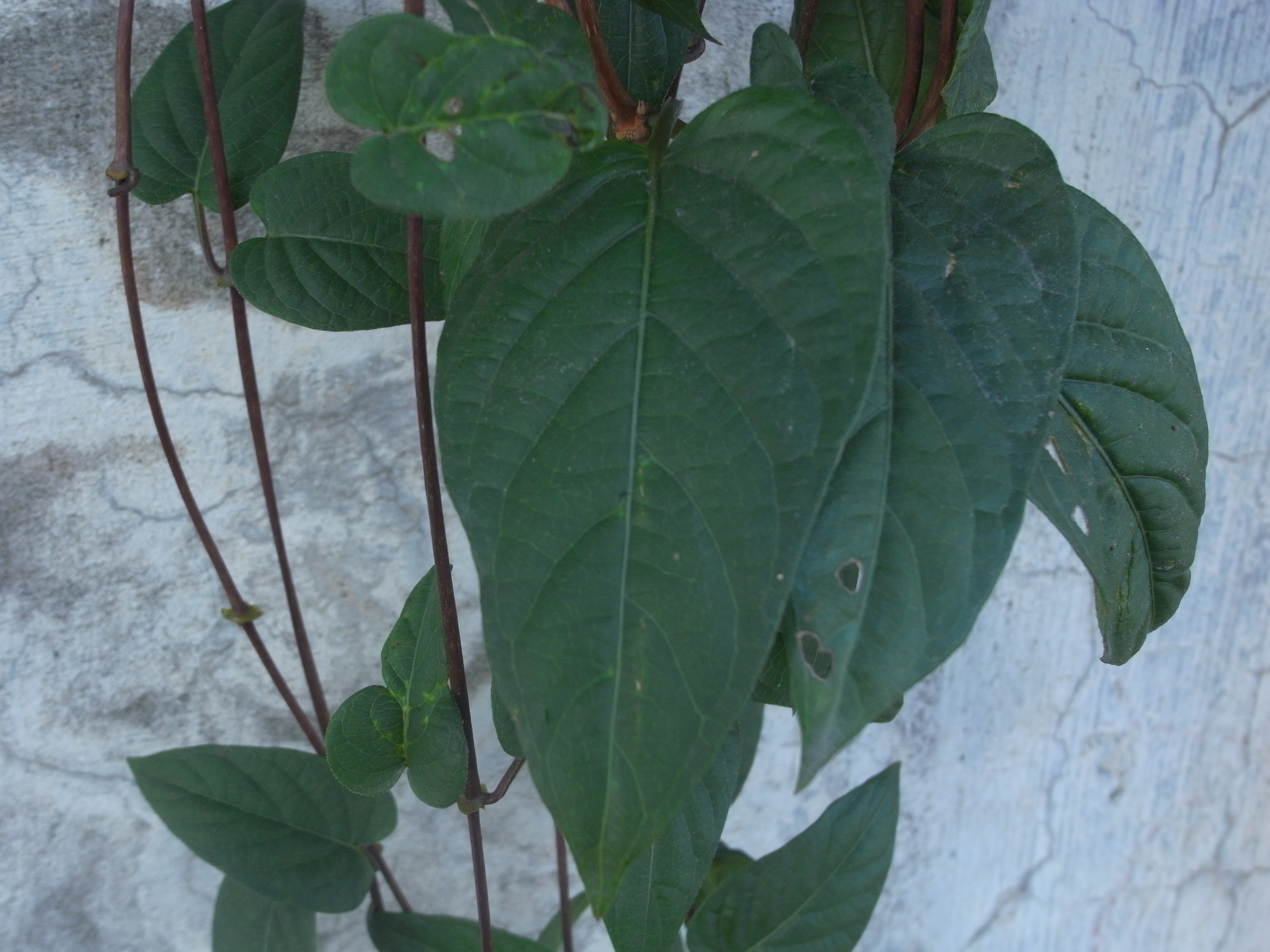
葉
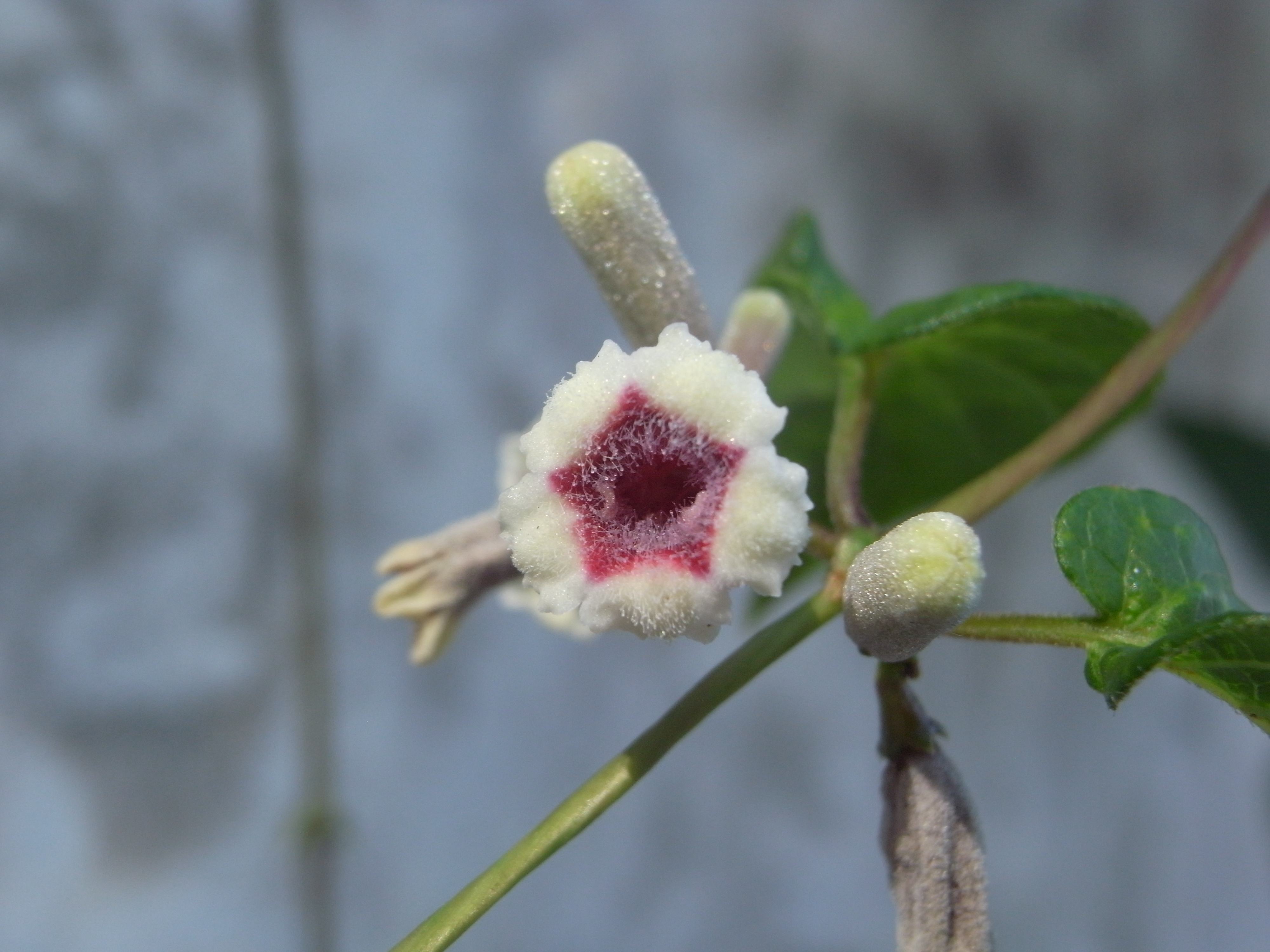
花
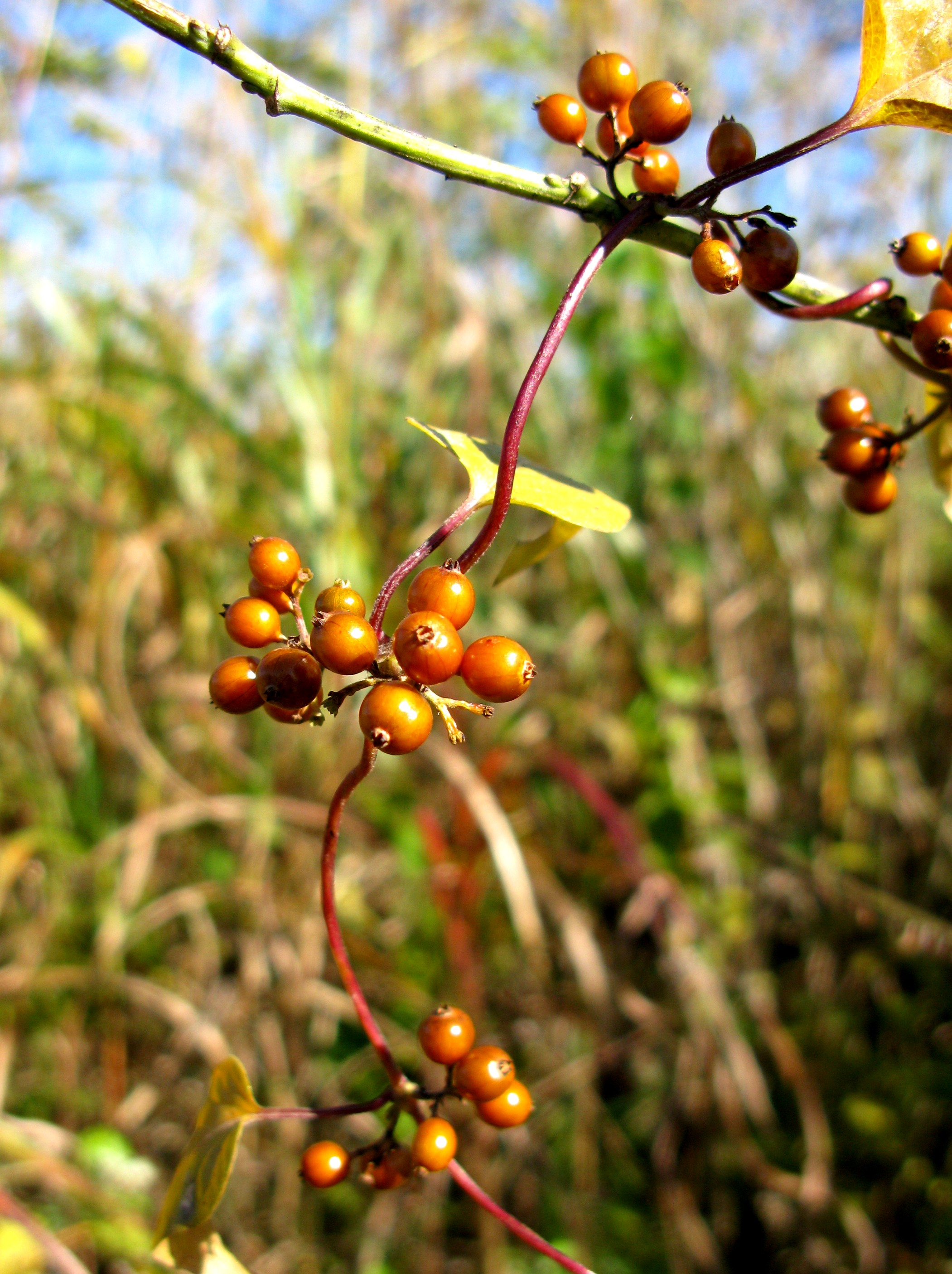
果実

独特の悪臭成分はメチルメルカプタン（別名：メタンチオール）で、ヘクソカズラに含まれる物質のペデロサイドが酵素によって分解されて生成される。この悪臭成分は、食害を受ける害虫などから身を守るためのもの、すなわちアレロパシーであると考えられている。また、これら成分を持つヘクソカズラは、他の生物との生存競争の上で有利に働き生き残ることができたとも考えられている。しかし、蛾の一種であるホシホウジャク（スズメガ科）の幼虫がヘクソカズラを食草とする。近年に帰化した本種の寄生者であるヘクソカズラグンバイが分布を広げている。寄生を受けると葉がまだらに白くなる。また、ヘクソカズラヒゲナガアブラムシという害虫は、ヘクソカズラの悪臭成分を体内に取り込んで、外敵から身を守っている。

## 人間との関わり

### 薬用
干して水分を飛ばした果実、または熟した生の実を薬用とする。生の果実はかなりの臭気を放つのに対して、乾燥したものは不思議と臭いが消えるため、乾燥したものを使うことのほうが多い。しもやけ、ひび、あかぎれなどの外用民間薬として、生の果実をすりつぶした汁を皮膚につけて使われる。民間では、腎臓病、脚気に煎じた液を内服する用法が知られている。
また、全草を開花期に採取して天日乾燥して調製したものは、鶏屎藤（けいしとう）と称する生薬になる。下痢、黄疸に効果があるといわれ、1日量5グラムの乾燥した全草を、600ccの水で半量になるまで煎じて、3回に分けて服用する用法が知られている。

### 化粧料
美肌化粧料として肌に潤いを与える効果もある。果実10 - 20gを押しつぶしたものをエタノール250ccで1週間ほど冷暗所に置いたものをろ過し、グリセリン200ccと水を加えて全量1000ccとし、生の果実のままでは臭みがあるため、ミカン・バラ・ジンチョウゲなどのエタノール浸出液または香料が混ぜられる。

### 文化
短歌
- 「そうきょうに 延ひおほとれる屎葛 絶ゆることなく 宮仕えせむ」 高宮王『万葉集』（巻十六、3855）
そうきょう（皂莢、ジャケツイバラ）に絡みながら延びてゆくクソカズラ、その蔓のように絶えることなくいつまでも宮仕えしたいものだ…といった意味で、高宮王が奈良時代の公務員の宮仕えに関する決意表明を歌に表したものとされる。

俳句
- 俳句では夏の季語になる。
- 「名をへくそ かづらとぞいふ 花盛り」 高浜虚子
1940年作。詞書には「九月二十九日 日本探勝会。上野、寛永寺。」とある。『五百五十句』（櫻井書店、1943年）所収。

諺
- 屁糞葛も花盛り
いやなにおいがあってあまり好かれない屁糞葛でも、愛らしい花をつける時期があるように、不器量な娘でも年頃になればそれなりに魅力があるということ。類語に「鬼も十八 番茶も出花」がある。

花言葉
- 花言葉を「人嫌い」「意外性のある」とする文献がある。